# Ranschbach
Ranschbach – miejscowość i gmina w Niemczech, w kraju związkowym Nadrenia-Palatynat, w powiecie Südliche Weinstraße, wchodzi w skład gminy związkowej Landau-Land.

## Galeria obrazów

Ranschbach
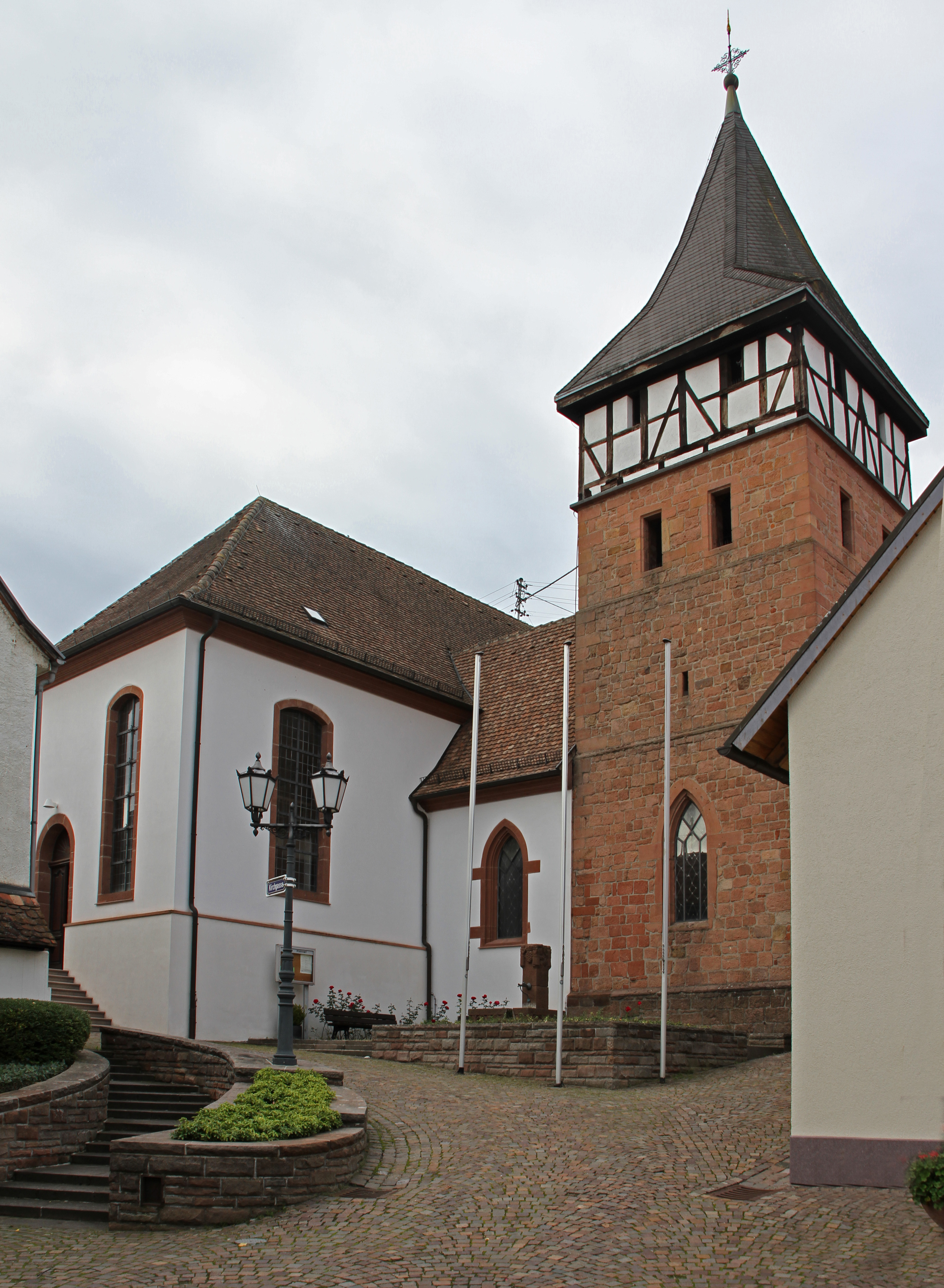
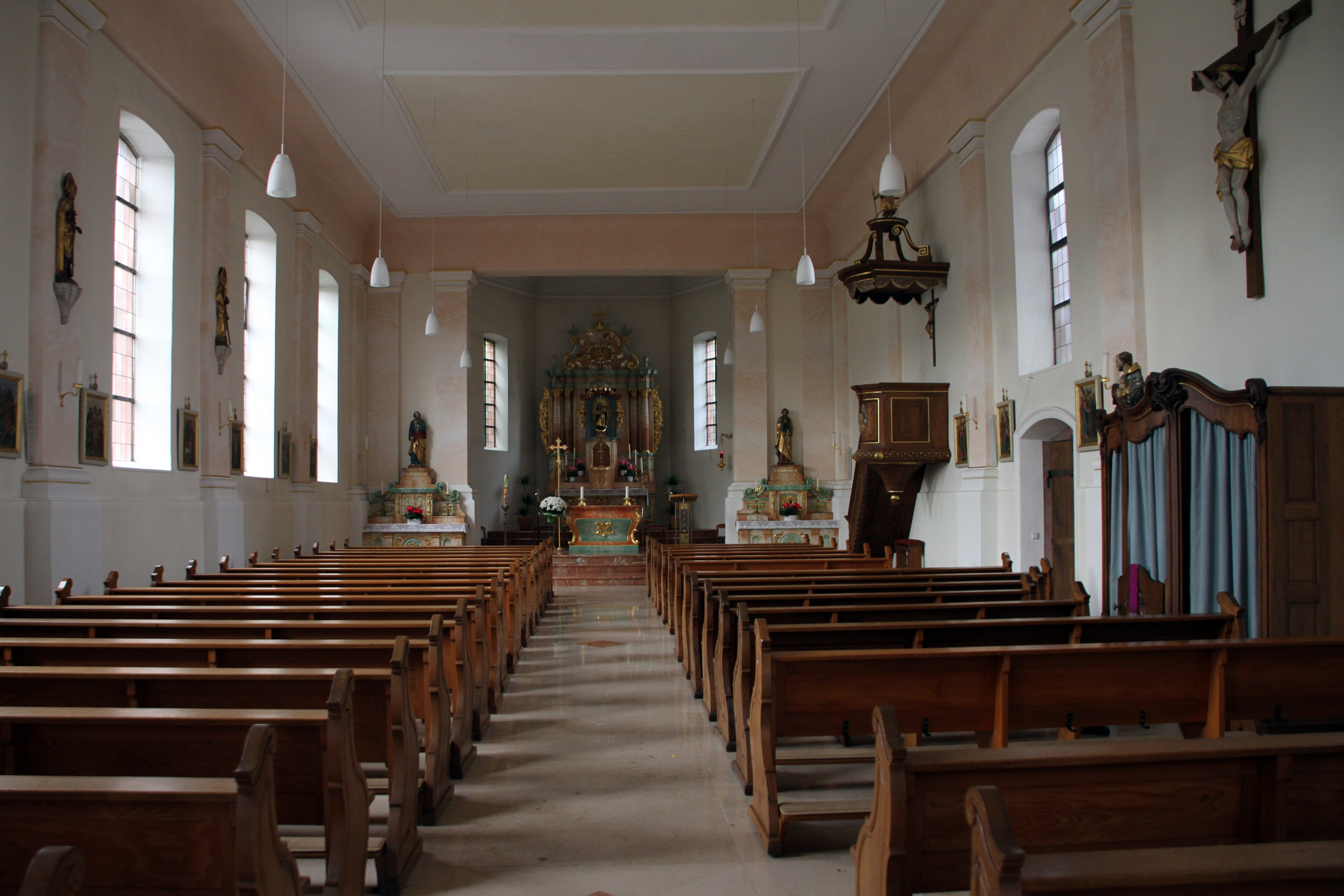
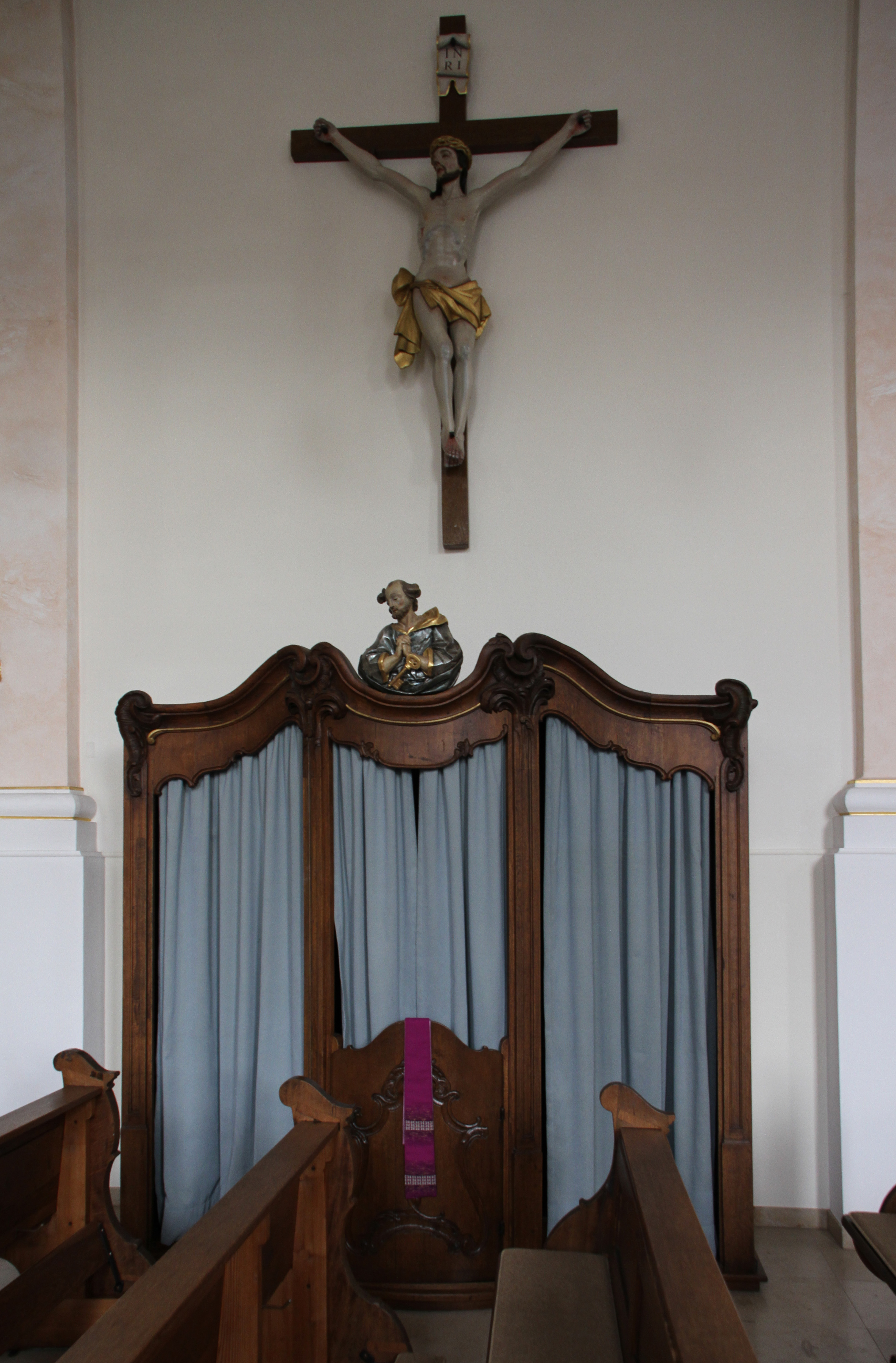
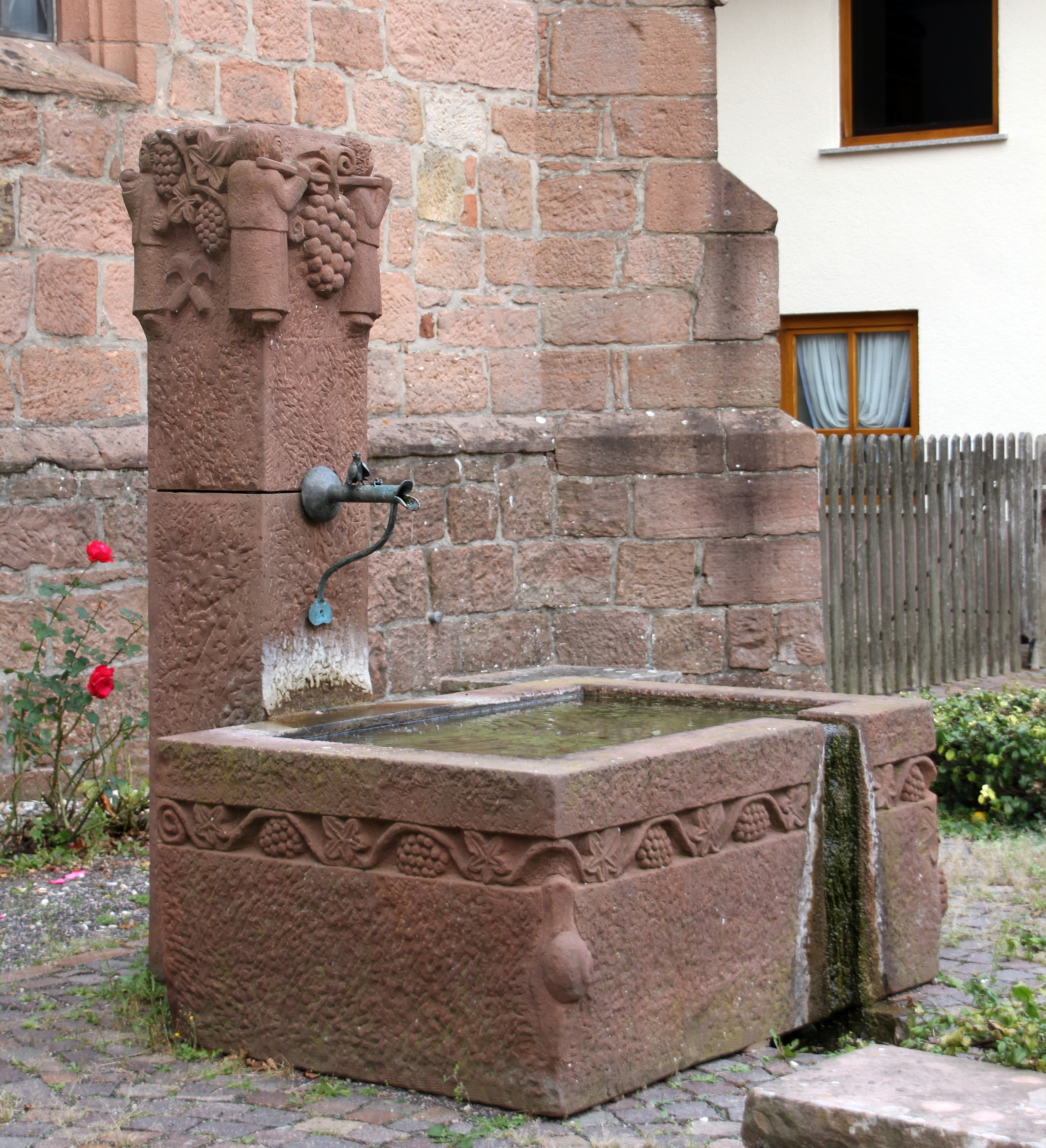
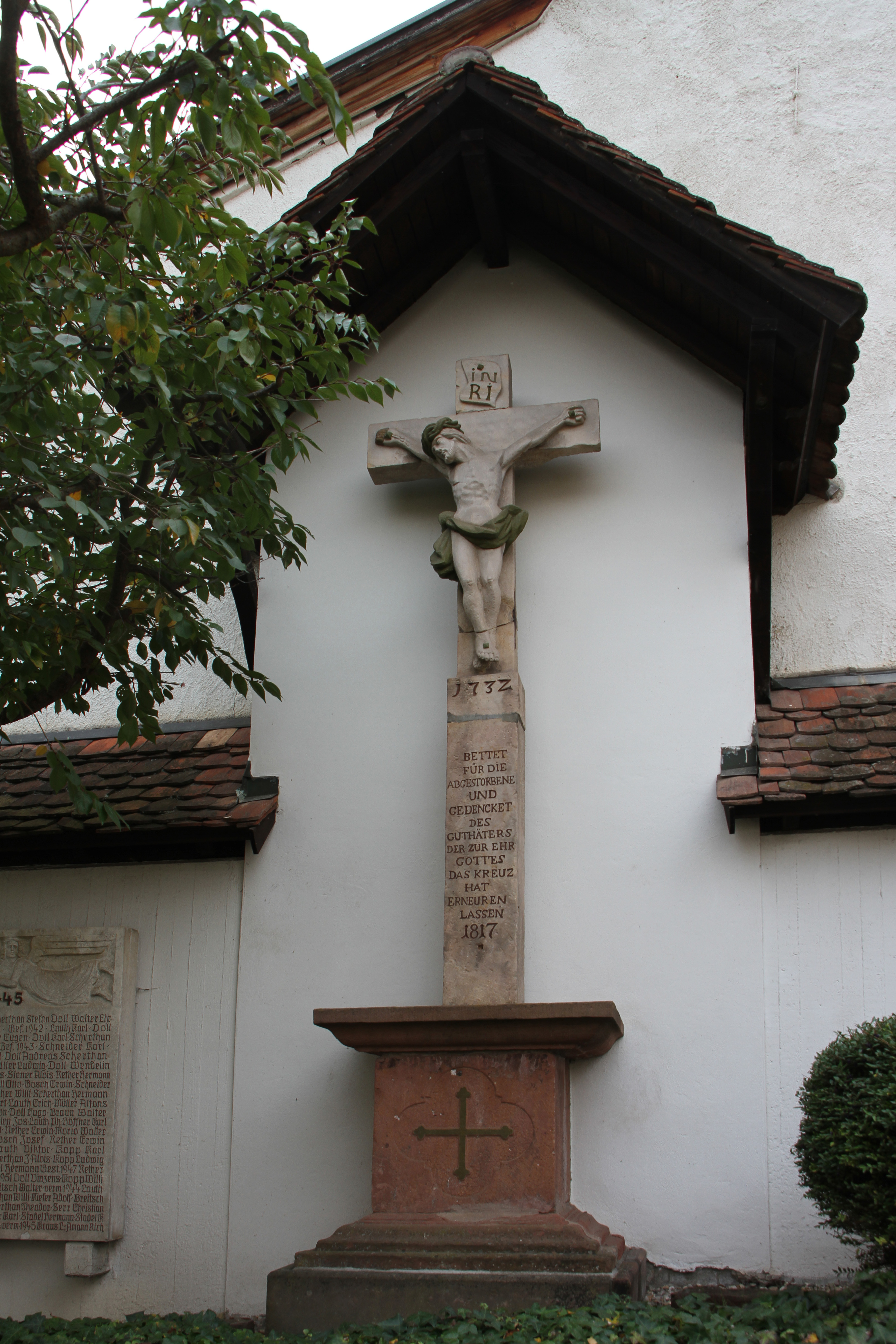
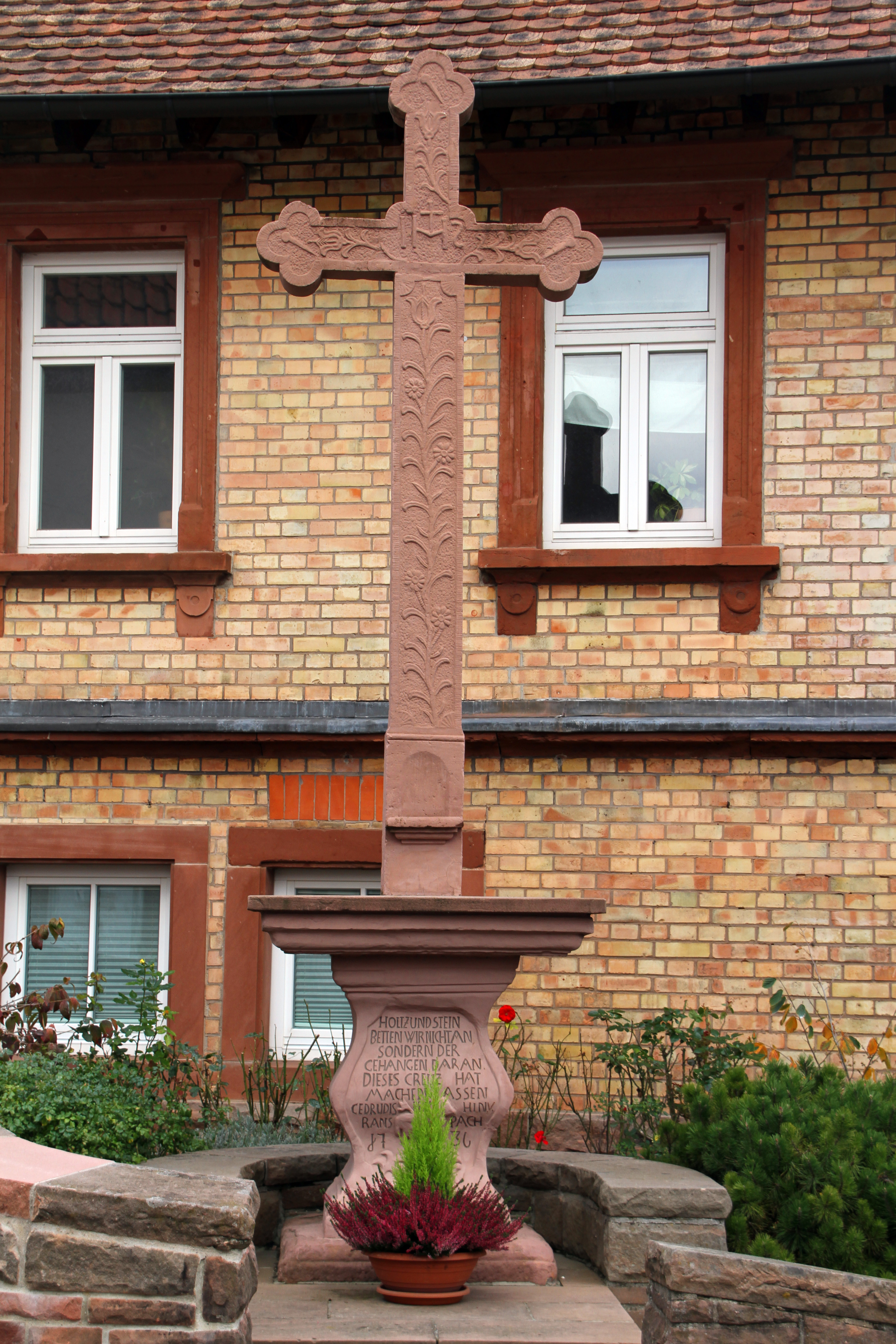
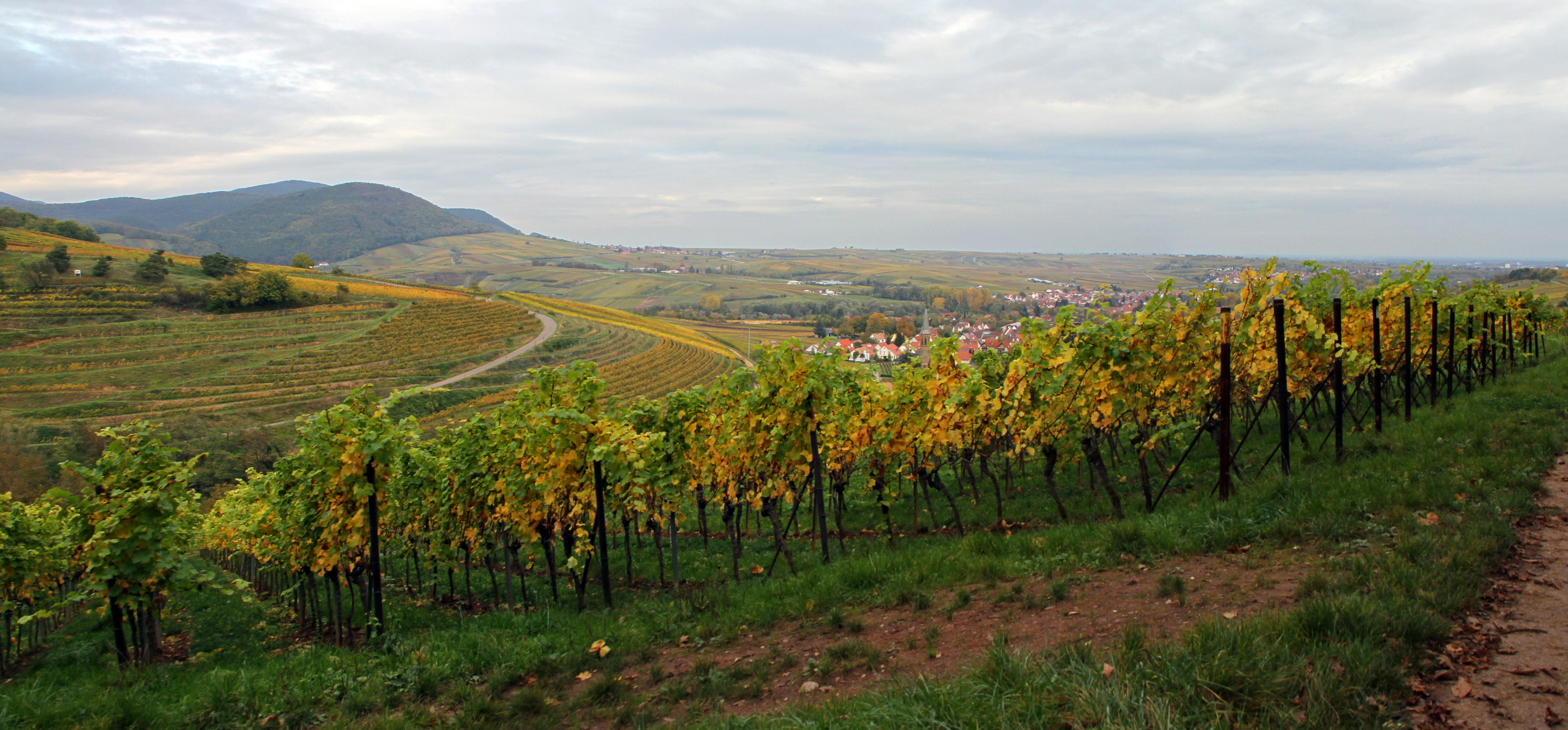
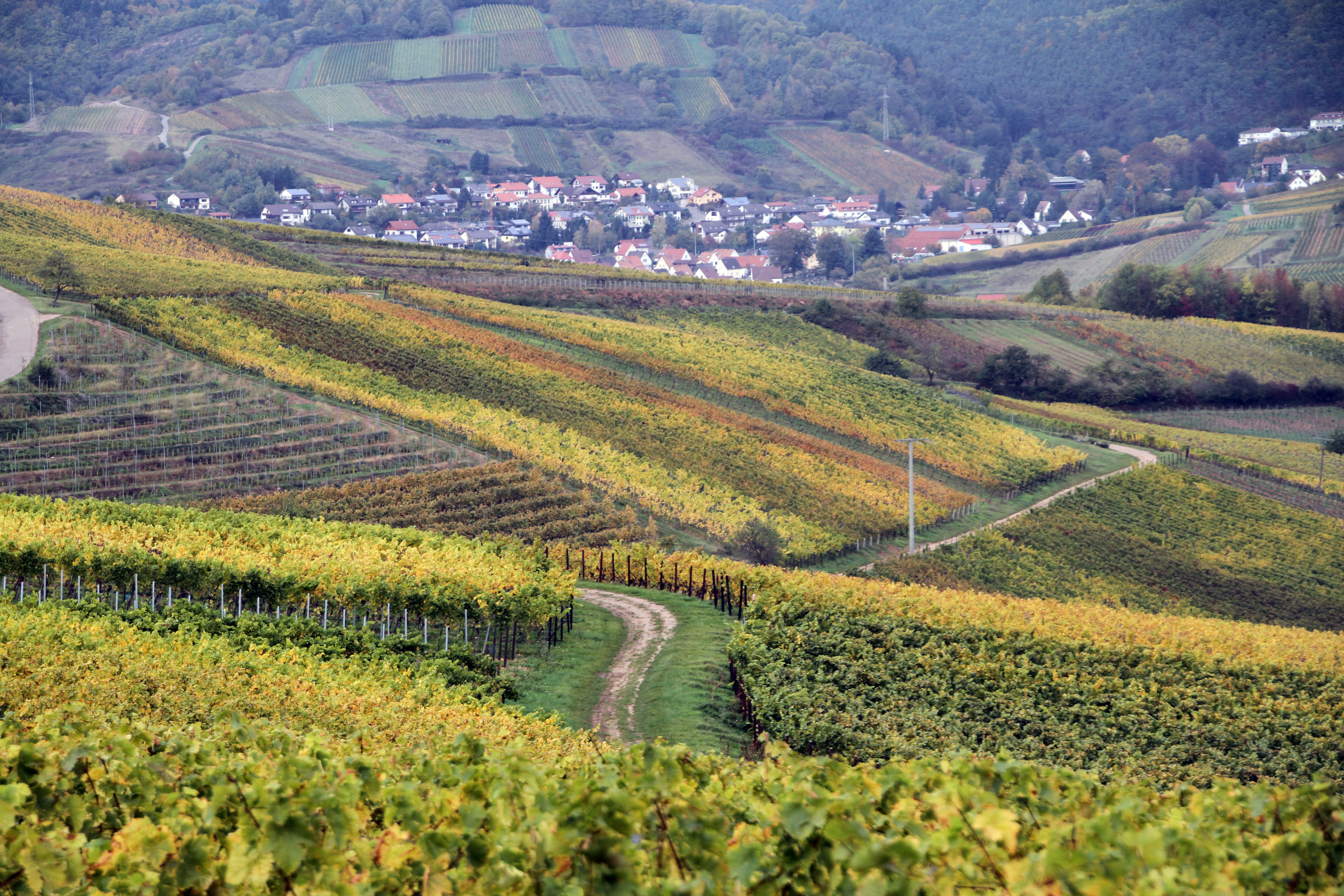
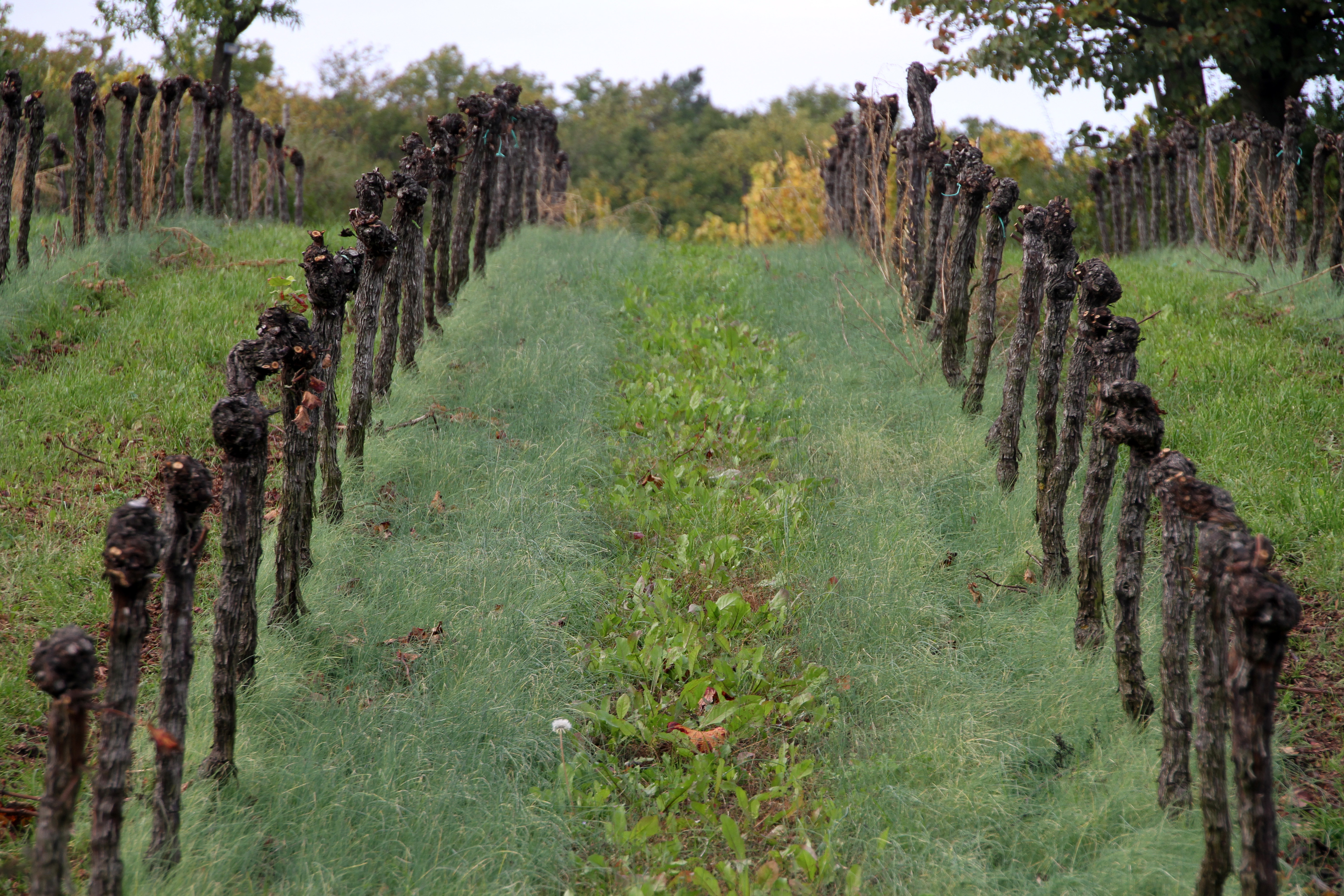
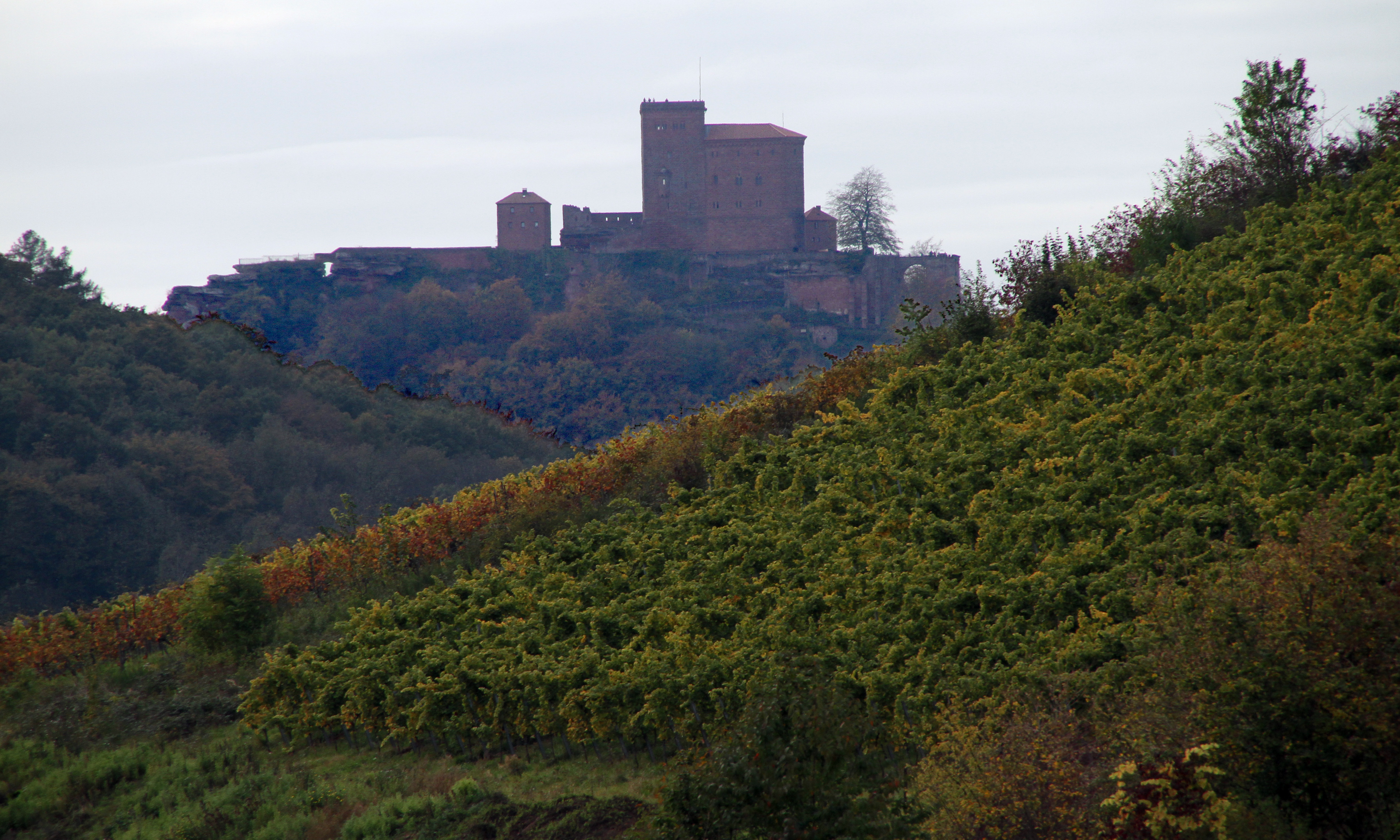